# Jürgen Jürgens (Dirigent)
Jürgen Jürgens (* 5. Oktober 1925 in Frankfurt am Main; † 4. August 1994 in Hamburg) war ein deutscher Chorleiter und Dirigent. Er wirkte unter anderem als Universitätsmusikdirektor.

## Leben
Jürgen Jürgens, Sohn von Hertha Jürgens, geborene Schulder, und des Ingenieurs Walter Jürgens, erhielt seine musikalische Ausbildung in seiner Heimatstadt Frankfurt bei Kurt Thomas am Musischen Gymnasium, das er von 1939 bis 1944 besuchte, und studierte von 1948 bis 1955 an der Hochschule für Musik in Freiburg im Breisgau, unter anderem bei Konrad Lechner. 1961 wurde Jürgens als Dirigent per Lehrauftrag zum Chorleiter und Leiter der „Akademischen Musikpflege“ und am 15. Februar 1966 zum Universitätsmusikdirektor an der Universität Hamburg ernannt. 1973 folgte die Ernennung zum Universitäts-Professor. 1955 gründete er den Monteverdi-Chor Hamburg, den er bis zu seinem Tod leitete und der sich besonders der Pflege Alter Musik und des Werks von Claudio Monteverdi widmet. Zusammen mit dem Chor nahm er zahlreiche Schallplatteneinspielungen auf, von denen viele mit Schallplattenpreisen bedacht wurden. Bekannt machte ihn unter anderem die Einspielung der Il Vespro della Beata Vergine (Marienvesper) von Claudio Monteverdi mit dem Monteverdi-Chor Hamburg und dem Concentus Musicus Wien in einer von ihm für die Aufnahme erstellten Ausgabe. Jürgens war auch Herausgeber von zahlreichen Noteneditionen, gab Dirigier-Meisterkurse und war Juror in diversen Chorwettbewerben.
Im Jahr 1983 heiratete er Ursula Hasenmeyer. 1985 wurde er vom Senat der Freien und Hansestadt Hamburg mit der Biermann-Ratjen-Medaille für seine künstlerischen Verdienste um die Stadt Hamburg geehrt, 1991 mit der Johannes-Brahms-Medaille der Stadt Hamburg. Er war zudem mit der Bartok-Medaille der Stadt Debrecen geehrt worden, gewann auch internationale Wettbewerbs- und Schallplattenpreise und war Mitglied der Freien Akademie der Künste in Hamburg. Jürgen Jürgens war evangelisch, beigesetzt wurde er auf dem Hauptfriedhof Ohlsdorf in Hamburg.

## Veröffentlichungen (Auswahl)
- Domenico Scarlatti: Stabat Mater. 1972.
- Monteverdi: Marien-Vesper. 1977.
- Alessandro Scarlatti: Madrigale. 1980.